# Volksabstimmungen in der Schweiz 1884
Dieser Artikel bietet eine Übersicht der Volksabstimmungen in der Schweiz im Jahr 1884.
In der Schweiz fanden auf Bundesebene vier Volksabstimmungen statt, im Rahmen eines Urnengangs am 11. Mai. Bei allen Vorlagen handelte es sich um fakultative Referenden.

## Abstimmungen am 11. Mai 1884

### Ergebnisse
| Nr. | Vorlage | Art | Stimm- berechtigte | Abgegebene Stimmen | Beteiligung | Gültige Stimmen | Ja      | Nein    | Ja-Anteil | Nein-Anteil | Stände | Ergebnis |
| --- | --- | --- | ------------------ | ------------------ | ----------- | --------------- | ------- | ------- | --------- | ----------- | ------ | -------- |
| 26  | Bundesgesetz betreffend die Organisation des eidgenössischen Justiz- und Polizeidepartements                                                | FR  | 634'299            | 381'140            | 60,09 %     | 364'645         | 149'729 | 214'916 | 41,06 %   | 58,94 %     | –      | nein     |
| 27  | Bundesbeschluss betreffend die Patenttaxen der Handelsreisenden                                                                             | FR  | 634'299            | 381'140            | 60,09 %     | 363'745         | 174'195 | 214'916 | 47,89 %   | 52,11 %     | –      | nein     |
| 28  | Bundesgesetz betreffend die Ergänzung des Bundesstrafrechts vom 4. Februar 1853                                                             | FR  | 634'299            | 381'140            | 60,09 %     | 361'841         | 159'068 | 202'773 | 43,96 %   | 56,04 %     | –      | nein     |
| 29  | Bundesbeschluss betreffend Gewährung eines Beitrags von 10'000 Franken an die Kanzleikosten der schweizerischen Gesandtschaft in Washington | FR  | 634'299            | 381'140            | 60,09 %     | 357'552         | 137'824 | 219'728 | 38,55 %   | 61,45 %     | –      | nein     |

### Organisation des Justiz- und Polizeidepartements
1883 beantragte der Bundesrat die Anstellung eines Spezialsekretärs beim Justiz- und Polizeidepartement, der vor allem bei der Vorbereitung von Gesetzen und bei anderen Rechtsfragen eingesetzt werden sollte. Dafür war eine Gesetzesänderung erforderlich, die im Parlament weitgehend unbestritten war. Dennoch ergriffen konservative Kreise das Referendum, weil diese Finanzvorlage zusammen mit drei weiteren Beschlüssen der Dezembersession 1883 in ihren Augen geeignet schien, um ihrem Unmut über den ungeliebten Bund Luft zu verschaffen und die eigene Basis zu mobilisieren. So war das Referendum gegen den Spezialsekretär Teil des «vierhöckrigen Kamels», eines geballten Vierfachreferendums gegen den als zentralistisch empfundenen Bund. In diesem Machtkampf zwischen liberalen Zentralisten und konservativen Föderalisten war der Spezialsekretär für letztere ein Symbol der zunehmenden Bundesbürokratie und der «Geldverschwendung». Die Referendumskampagne brachte den Konservativen einen grossen Sieg und ein klares Nein zum Spezialsekretär, was vor allem der allgemeinen Missstimmung, die bei der Abstimmung über die Vorlagen von 1884 herrschte, zuzuschreiben ist.

### Patenttaxen der Handelsreisenden
Nach dem Inkrafttreten der Bundesverfassung von 1874 gab es die eigentümliche Situation, dass inländische Handelsreisende von den Kantonen besteuert wurden, während einige ausländische Handelsreisende aufgrund von Staatsverträgen keine Patenttaxen bezahlen mussten. Also schlug der Bundesrat 1883 vor, auch die Inländer von den Patenttaxen zu befreien, sofern sie nur Bestellungen aufnahmen und keine Ware mit sich führten. Obwohl die entsprechende Gesetzesänderung im Parlament weitgehend unbestritten war, ergriffen Konservative auch hier das Referendum, als Teil des «vierhöckrigen Kamels». Die Gegner stellten diese Finanzvorlage als einen neuerlichen Eingriff in die kantonalen Verhältnisse und die Souveränität der Kantone dar. Ebenso nutzten sie den verbreiteten Missmut gegen Hausierer und Handelsreisende für ihre Zwecke. Im Windschatten der anderen Vorlagen wurde auch diese Vorlage abgelehnt, wenn auch am knappsten mit 52 Prozent der Stimmen.

### Ergänzung des Bundesstrafrechts
Am 22. Oktober 1876 ereigneten sich in Stabio schwere Ausschreitungen zwischen Konservativen und Liberalen, die drei Todesopfer forderten und zu einer Bundesintervention führten. Vier Jahre später überwies das Parlament eine Motion des liberalen Solothurner Ständerats Albert Brosi, wonach besonders schwere Fälle politischer Gewalt wie jene in Stabio unter das Bundesstrafrecht zu stellen seien. Gegen den Widerstand der Konservativen und der Föderalisten beschlossen beide Räte im Dezember 1883 eine entsprechende Gesetzesänderung, wenn auch eher knapp. In diesem Entscheid sahen die Gegner einen schwerwiegenden Eingriff in die Souveränität der Kantone und ergriffen deshalb das Referendum. Als Zugpferd des «vierhöckrigen Kamels» war es vor allem Ausdruck der konservativen Empörung über den laufenden Ausbau des vom Freisinn dominierten zentralistischen Bundesstaats. Die Gegner hielten den Vorschlag für schlicht verfassungswidrig, da die Bundesverfassung den Kantonen die Rechtsprechung garantiere. Ebenso gab es Zweifel an der Unabhängigkeit des Bundesgerichts. Die Befürworter hatten einen schweren Stand gegen die geballte Macht der vier Referenden und die Vorlage wurde deutlich abgelehnt.

### Kanzleikosten der Gesandtschaft in Washington
Angesichts der zunehmenden Auswanderung von Schweizern nach Nordamerika beschloss der Bundesrat 1882, eine ständige diplomatische Vertretung in Washington, D.C. einzurichten. Nur ein Jahr später sah sich der Gesandte Emil Frey genötigt, um zusätzliche 10'000 Franken zu bitten, damit die anfallenden Kosten beglichen werden können. Aus formaljuristischen Gründen war für den Zusatzkredit ein referendumsfähiger Bundesbeschluss erforderlich, wogegen die Konservativen opponierten. Einerseits missfiel ihnen der Freimaurer und angebliche «Katholikenhasser» Frey. Andererseits hielten sie die Einrichtung von Gesandtschaften in fremden Hauptstädten grundsätzlich für überflüssig. Der Eidgenössische Verein und die Katholisch-Konservativen ergriffen das Referendum vor allem aus taktischen Überlegungen, als Teil des gegen zentralistischen Bund und die Bürokratie gerichteten «vierhöckrigen Kamels». Im Rahmen dieser Kampagne erachteten sie die Kanzleikostenvorlage als besonders geeignet, um zusätzliche Wähler für ihre Seite zu gewinnen. Tatsächlich wurde sie von allen vier Vorlagen am deutlichsten abgelehnt.